# Hoornvoetsalamander
De hoornvoetsalamander (Batrachuperus pinchonii) is een amfibie uit de familie Aziatische landsalamanders (Hynobiidae). De soort werd voor het eerst wetenschappelijk beschreven door David in 1872. Oorspronkelijk werd de wetenschappelijke naam Dermodactylus pinchonii gebruikt.

## Uiterlijke kenmerken
De huidkleur is vaalbruin of olijfgroen met donkere vlekjes. Het dikke lichaam bevat korte poten met aan elke voet vier tenen. De staart is zijdelings samengedrukt. Zijdelings op de flanken bevinden zich 12 costale groeven. De lichaamslengte bedraagt 13 tot 15 cm.

## Levenswijze
Deze nachtactieve, hoofdzakelijk aquatische dieren leven op grote hoogten in snelstromende bergbeekjes. Deze koude wateren bevatten weinig vis.

## Voortplanting
De paartijd vindt plaats in het voorjaar en zomer. Het legsel, dat bestaat uit 7 tot 12 eieren, wordt afgezet in holletjes onder stenen in het water. Aangezien deze koude wateren weinig vis bevatten, heeft het toekomstige nageslacht niet veel te duchten van predatoren.

## Verspreiding en leefgebied
Deze soort komt voor in Oost-Tibet en China in de provincie Sichuan.